# عيوض لو
عيوض‌ لو هي قرية في مقاطعة بارس أباد، إيران. يقدر عدد سكانها بـ 380 نسمة بحسب إحصاء 2016.